# Корлоф Нуар
Корлоф Нуар (англ. Korloff Noir) — один з найбільших в світі відомих чорних діамантів. Діамант важить 88 карат, має 57 ребер. Застрахований на $37 мільйонів.  